# Thordisa diuda
Thordisa diuda is een slakkensoort uit de familie van de Discodorididae. De wetenschappelijke naam van de soort is voor het eerst geldig gepubliceerd in 1955 door Marcus Er..